# Nouveau Front populaire
Pour un article plus général, voir Union de la gauche.
Pour les articles homonymes, voir NFP et Front populaire.
Le Nouveau Front populaire (NFP), également appelé Front populaire ou parfois Union de la gauche, est une coalition des principaux partis politiques français de gauche formée le 10 juin 2024 en vue des élections législatives de 2024 en opposition aux partis de la majorité présidentielle ainsi qu'au Rassemblement national, dans le contexte de la montée de l'extrême droite lors des élections européennes de 2024 en France.
Cette coalition rassemble principalement Les Écologistes, La France insoumise, le Parti communiste français et le Parti socialiste, ainsi que Place publique, Génération·s, la Gauche républicaine et socialiste, le Nouveau Parti anticapitaliste et la Gauche écosocialiste, notamment, tout en poussant à une mobilisation des associations, des forces syndicales et des acteurs de la société civile. La coalition s'accorde sur une répartition du nombre de candidats et sur un programme politique commun. La coalition est composée de la majorité des partis politiques français de gauche.
Le NFP arrive en tête du second tour des élections législatives en termes de sièges, obtenant une majorité relative à l'Assemblée nationale avec 193 députés élus, et revendiquant la victoire. Après seize jours de négociations internes, la coalition propose la candidature de Lucie Castets au poste de Premier ministre, en vue d'appliquer son programme politique, mais n'est pas choisie par le président de la République, Emmanuel Macron, qui nomme Michel Barnier qui sera renversé par une motion de censure trois mois plus tard.
Quelques mois après sa création, le Nouveau Front Populaire connait de fortes dissensions internes, particulièrement en janvier 2025 après la décision du Parti socialiste de ne pas censurer le gouvernement Bayrou.

## Fondation et campagne électorale des législatives 2024

### Élections européennes puis législatives anticipées de 2024
Les résultats des élections européennes de 2024 en France le 9 juin 2024 voient le Rassemblement national arriver en tête du scrutin avec 31,37 %. Il devance Ensemble, la liste du camp présidentiel qui arrive en deuxième position avec 14,60 % des voix. Le soir même des résultats, le président de la République Emmanuel Macron annonce la dissolution de l'Assemblée nationale par le recours à l'article 12 de la Constitution, entraînant la convocation de nouvelles élections législatives les 30 juin et 7 juillet 2024 — c'est la sixième dissolution sous la Cinquième république.

### Mise en place de la coalition
À la suite de l'annonce de la dissolution de l'Assemblée nationale, François Ruffin interviewé le 9 juin au soir par BFM TV depuis Amiens, appelle à un « Front populaire » et à une « gauche unie » face au risque de majorité de l'extrême droite, principalement incarné par le Rassemblement national (RN), pour les élections législatives anticipées du 30 juin et 7 juillet 2024,. Selon L'Humanité, il devait créer un mouvement « transpartisan » du même nom avec plusieurs députés de gauche dont Sébastien Jumel et Marie-Charlotte Garin si la dissolution n’avait pas eu lieu.

Logo proposé par François Ruffin le 10 juin 2024.

Le 10 juin 2024, après avoir utilisé une première fois le terme « Front populaire » dans les réseaux sociaux pour appeler les responsables des principaux partis de gauche, François Ruffin lance avec Sébastien Jumel, Marie-Charlotte Garin, Sébastien Peytavie, Sophie Taillé-Polian, Nicolas Sansu, Damien Maudet, Karine Lebon, Leïla Chaibi et Emeline K/Bidi — élus étalés sur toute la gauche du spectre politique — une pétition en ligne pour récolter les signatures des électeurs désirant l'union des formations de gauche. Elle recueille plusieurs centaines de milliers de signatures, quelques heures après sa rédaction. Il est ainsi à l'origine de l'expression.
Parallèlement à cela, 350 personnalités provenant des mondes politique, intellectuel, artistique et militant — parmi lesquelles se trouvent Esther Duflo, prix Nobel d'économie, et Annie Ernaux, prix Nobel de littérature — signent une tribune dans Le Monde pour appeler à former une union des gauches, pour faire face, selon les signataires, « aux désastres de notre époque ». Cette tribune est suivie par un appel des cinq syndicats nationaux que sont la CGT, CFDT, UNSA, FSU et Solidaires à manifester pour mettre en avant leurs revendications dans ce contexte de montée de l'extrême droite. La CGT appelle dans son communiqué à un « Front populaire » dans un cadre syndical.
Dans la soirée du 10 juin, Les Écologistes (EÉLV) représentés par Marine Tondelier, La France insoumise (LFI) représentée par Manuel Bompard, le Parti communiste français (PCF) représenté par Fabien Roussel, le Parti socialiste (PS) représenté par Olivier Faure, Place publique (PP), Génération·s (G·s) et la Gauche républicaine et socialiste (GRS) annoncent publiquement la création d'une coalition de partis politiques français de la gauche nommée « Nouveau front populaire » afin d'instaurer un programme de rupture avec la politique du président de la République en exercice Emmanuel Macron et contre l'extrême droite,. Les représentants de la coalition affirment alors leur intention de ne présenter qu'un seul candidat par circonscription aux élections législatives,. Dans leur tribune, les représentants poussent à une mobilisation des associations, des forces syndicales et de la société civile afin de construire le front,.
Dans un second temps, le Nouveau Parti anticapitaliste rejoint la coalition, tout comme le Mouvement républicain et citoyen, Les Radicaux de gauche et L'Engagement (parti politique fondé par Arnaud Montebourg).
Le 11 juin, Carole Delga, présidente socialiste de la région Occitanie, alors précédemment opposée à la Nupes en 2022, annonce rejoindre le Front populaire.
Le 13 juin au soir, les principales composantes de l'alliance parviennent à un accord de campagne, de programme et de répartition des circonscriptions. L'accord prévoit selon son texte d'annonce « un programme politique de rupture avec une déclinaison pour les 100 premiers jours du mandat ».
Alors que le 11 juin, Raphaël Glucksmann avait annoncé qu'il ne souhaitait pas rejoindre l'alliance aux conditions posées par LFI,, il indique le 14 juin au micro de France Inter son soutien à « une union de la gauche », afin « que le Rassemblement national ne gagne pas ces élections législatives et ne gouverne pas ce pays ». De plus, il affirme avoir « obtenu […] un engagement extrêmement clair sur les livraisons d'armes à l'Ukraine, sur les frontières de l'Ukraine, sur le soutien indéfectible à la résistance ukrainienne ». Il affirme avoir « obtenu aussi le soutien à la construction européenne », que les « attaques du 7 octobre soient qualifiées de […] clairement terroristes » et « un engagement clair dans la lutte contre l'antisémitisme, dans la lutte contre la brutalisation du débat public ».

### Dépôts des investitures pour les élections législatives de 2024
Sur les 577 investitures à pourvoir, quelques-unes sont remarquées ou suscitent des débats, voire des controverses.
Jérôme Guedj, député sortant du Parti socialiste, opposé à Jean-Luc Mélenchon, annonce le 14 juin se présenter sans l'étiquette du Nouveau Front populaire, affirmant qu'il refuse de « s'associer à l’investiture de LFI ». Interrogé, Olivier Faure dit « respecter parfaitement (son) choix ».
Philippe Poutou est investi dans la première circonscription de l'Aude, François Hollande (après avoir annoncé sa candidature) dans la première circonscription de la Corrèze, Léon Deffontaines dans la troisième circonscription de la Somme et Pierre Larrouturou dans la cinquième circonscription de l'Essonne. Adrien Quatennens se présente dans la première circonscription du Nord, investi uniquement par La France insoumise (LFI) sans le soutien du Front populaire qui ne présente pas de candidat face à lui,. Cependant, la militante féministe Amy Bah, membre du collectif #NousToutes et assistante parlementaire de Raquel Garrido jusqu'à la dissolution, vient se présenter dans cette circonscription « au nom des valeurs du Nouveau Front populaire ». Elle reçoit le soutien de la socialiste Martine Aubry,. Finalement, Adrien Quatennens indique qu'il renonce à se représenter. Il est remplacé par Aurélien Le Coq, co-animateur des Jeunes insoumis. Cependant Amy Bah maintient sa candidature.
LFI refuse l'investiture à cinq frondeurs, Alexis Corbière, Raquel Garrido, Frédéric Mathieu, Hendrik Davi et Danielle Simonnet,,. En réaction, Marine Tondelier, conteste cette décision qualifiant cette « purge » d'inacceptable : « Je ne vois pas pourquoi nous ne soutiendrions pas des députés qui sont des sortants ». Pour Olivier Faure : « Le Front Populaire ne mérite pas d'être sali par des décisions irresponsables », il essaie de trouver une solution à cette situation. À la place de Raquel Garrido, LFI investit Aly Diouara, obsédé par les « Juifs » et par les « Blancs » sur ses réseaux sociaux selon Le Figaro et soutien de l’imam Hassan Iquioussen, expulsé vers le Maroc pour des discours « haineux envers les valeurs de la République, dont la laïcité ». Alexis Corbière, Raquel Garrido, Danielle Simonnet (face à Céline Verzeletti) et Hendrik Davi maintiennent quand même leurs candidatures.
LFI investit Raphaël Arnault, porte-parole de la Jeune Garde antifasciste, triple fiché S et convoqué par la police pour apologie du terrorisme, dans la première circonscription de Vaucluse,,. Son investiture crée la polémique. Philippe Pascal, de la Gauche démocratique et sociale, se présente face à lui. Il est soutenu par le PS, le PCF, Les Écologistes et Génération.s.
LFI investit Amal Bentounsi (d) , inscrite au fichier des atteintes à la sécurité publique pour « mouvements extrémistes » et « violences urbaines », dans la sixième circonscription de Seine-et-Marne. Grande sœur d'Amine Bentounsi, elle est la fondatrice du collectif Urgence notre police assassine. Pendant la campagne, un commentaire publié le 18 décembre 2015 avec la page Facebook du collectif lui est reproché : « on ne peut pas en vouloir à un croyant d'être homophobe si sa religion l'est ». Amal Bentounsi s'explique via un communiqué qu'elle n'était pas à l'origine de ce commentaire,.
Le 16 juin au soir, dernier jour pour déposer les candidatures, les tensions liées aux investitures semblent éteintes, et les observateurs parlent d'une gauche unie.
Le 17 juin, Manuel Bompard juge la candidature de François Hollande « assez incohérente ». Il ajoute cependant de la « même manière que je souhaite que des partenaires politiques ne remettent pas en cause le choix de nos candidatures, je ne le ferai pas pour mes partenaires ».
Le 27 juin, LFI retire son investiture à Reda Belkadi, candidat dans la première circonscription de Loir-et-Cher, dont des tweets à caractère antisémite et homophobe ont été exhumés le jour même par Vincent Lautard.

### Choix du candidat pour le poste de Premier ministre en cas de victoire
Dans un premier temps, le Nouveau Front populaire (NFP) ne désigne pas le prochain Premier ministre, en cas de succès aux élections législatives. Jean-Luc Mélenchon affirme le 12 juin « se sentir capable » d'être Premier ministre, mais déclare « Je ne m'élimine pas, mais je ne m'impose pas » et le 16 juin « Si vous pensez que je ne dois pas être Premier ministre, je ne le serai pas » avant de se déclarer, le 22 juin, « bien évidemment » prêt à endosser cette responsabilité. Il ajoute « Un accord avait été trouvé pour que ce soit "le groupe parlementaire le plus important qui présente le candidat à la Primature" »,. Mais pour Raphaël Glucksmann ou Carole Delga, le candidat de la gauche pour Matignon « ne sera pas Jean-Luc Mélenchon ». Après son intervention du 22 juin, sa figure est brandie par le RN et le camp présidentiel en tant que repoussoir,. Plusieurs voix dans la coalition s'opposent à cette hypothèse,, considérant qu'il n'est pas assez fédérateur, notamment Fabien Roussel, Clémentine Autain, François Hollande, ou Marine Tondelier. Il ajoute le 24 juin n'être « candidat à rien » mais assure que le Premier ministre sera Insoumis. Le 25 juin, François Ruffin déclare que Jean-Luc Mélenchon « est un obstacle à la victoire » du NFP,.
François Ruffin et Fabien Roussel se disent prêts à assumer cette responsabilité,,. La vice-présidente de l'Assemblée nationale Valérie Rabault plaide pour sa part pour une « candidature féminine », citant Carole Delga, Clémentine Autain ou elle-même. L'ancien dirigeant de la CFDT Laurent Berger est aussi proposé par Raphaël Glucksmann et Sandrine Rousseau, mais celui ci refuse cette possibilité le 24 juin.
Le 18 juin, Olivier Faure propose qu'en cas de victoire, les futurs députés du NFP votent pour choisir le Premier ministre. Cette proposition n'emporte pas l'adhésion côté LFI, Manuel Bompard considérant que le groupe le plus important devra « faire une proposition ».
Le 22 juin, un sondage LegiTrack d'OpinionWay-Vae Solis pour Les Échos et Radio Classique indique qu'en cas de victoire du NFP, les Français préféreraient un Premier ministre issu du PS (44 % des sondés) plutôt que de LFI (25 %).
Le 4 juillet sur France Inter, Raphaël Glucksman déclare : « L'hégémonie de Jean-Luc Mélenchon a pris fin ». Il ajoute que d'autres « voix se sont affirmées pendant cette campagne », et cite François Ruffin, Valérie Rabault, Carole Delga, Aurore Lalucq et Marine Tondelier.

### Campagne pour les élections législatives de 2024
La campagne pour les élections législatives est ouverte le 17 juin 2024 à partir de minuit. Un premier débat a lieu sur la chaine BFM TV le 18 juin en présence de Fabien Roussel, premier secrétaire du Parti communiste (PCF). Le 19 juin, dans un communiqué de presse, le Nouveau Front populaire désigne quatre représentants pour intervenir en débat télévisé. Manuel Bompard (LFI) sur TF1, Ian Brossat (PCF) sur CNews, Olivier Faure (PS) sur France 2 et Marine Tondelier (EÉLV) sur BFM TV. Pendant la campagne, Marine Tondelier, souvent qualifiée de « révélation politique » se fait très positivement remarquer,,,. Jordan Bardella refuse de débattre avec elle le 3 juillet, demandant à débattre avec Jean-Luc Mélenchon, ce qui est largement commenté,.

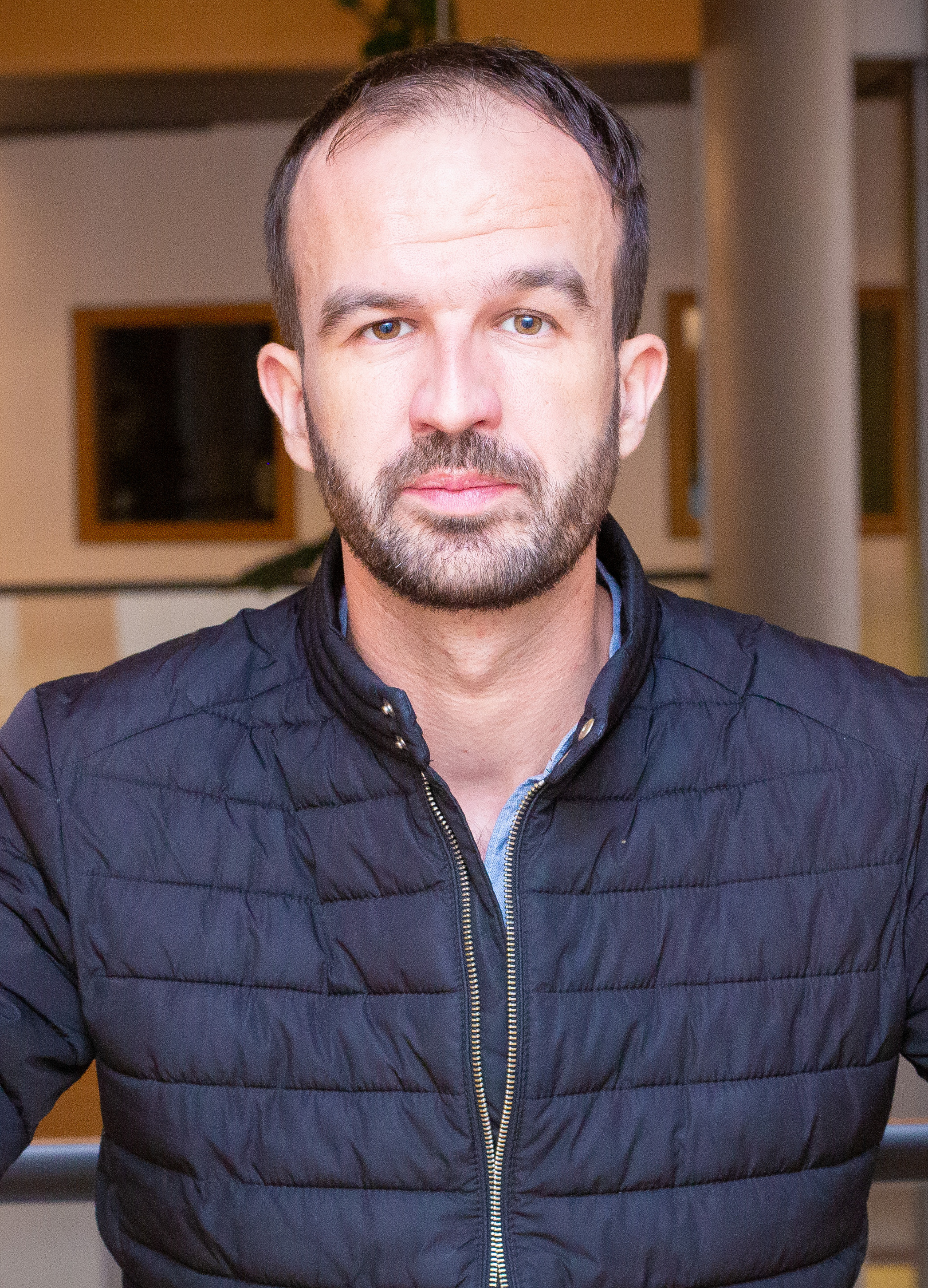
Manuel Bompard.
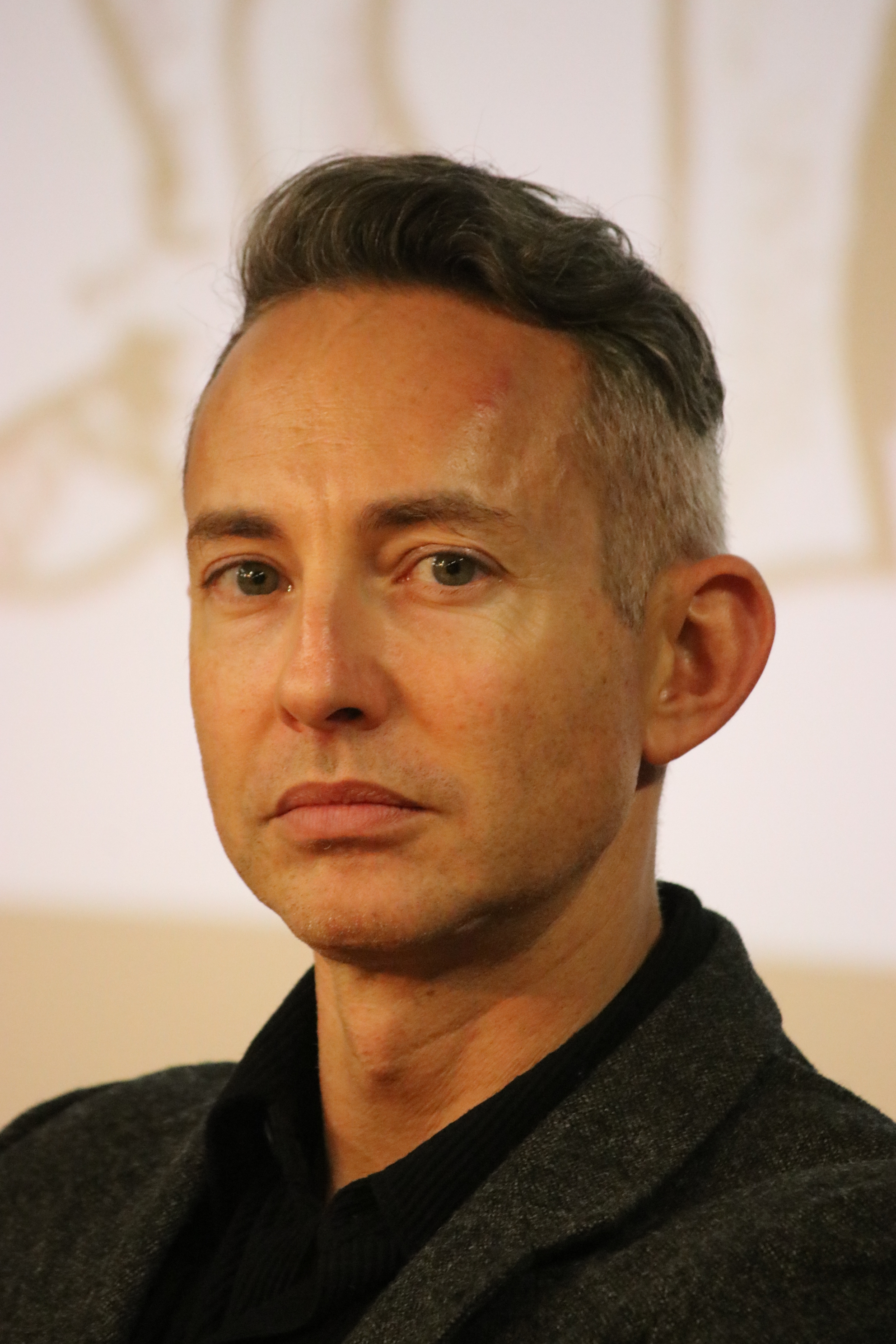
Ian Brossat.
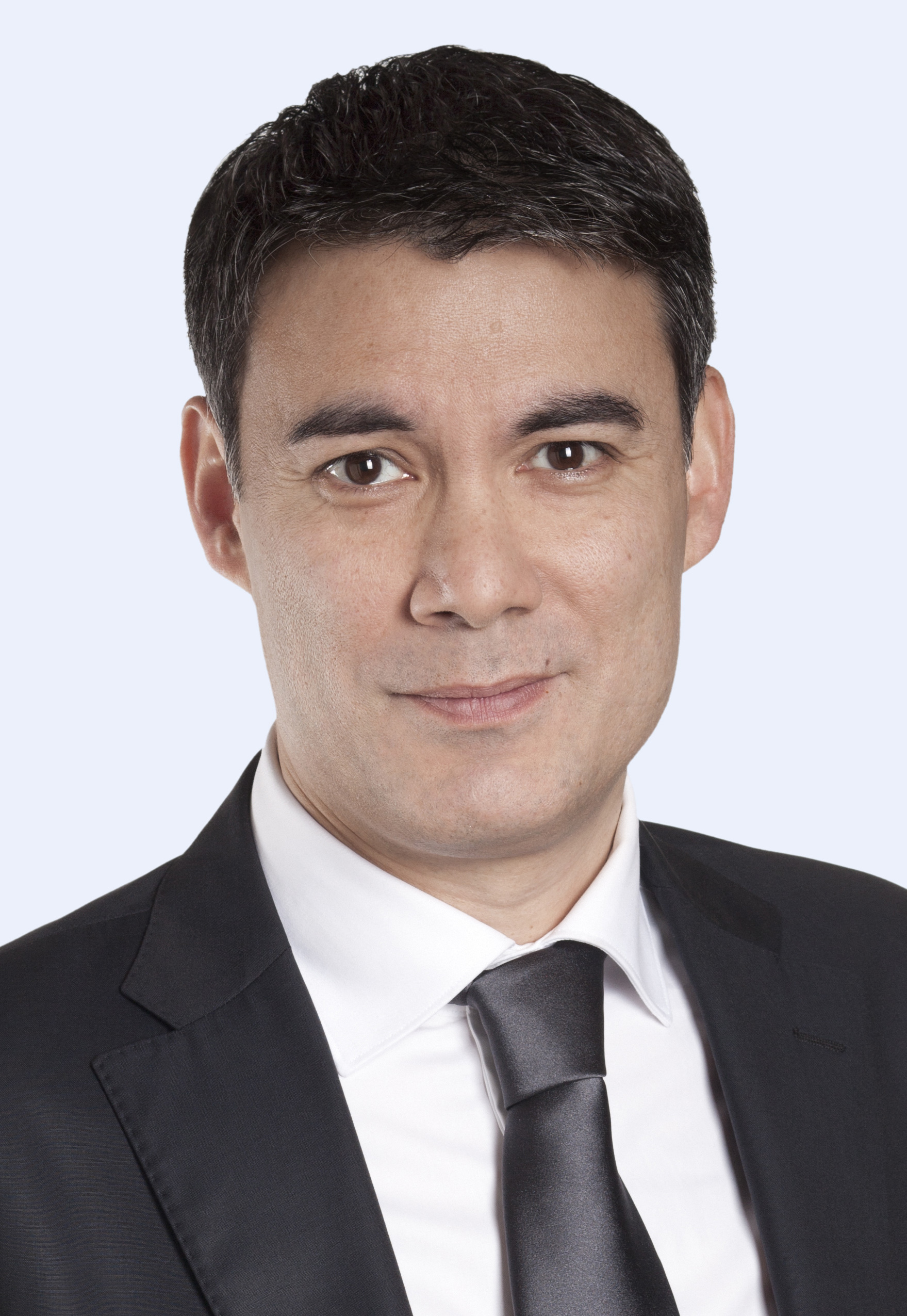
Olivier Faure.
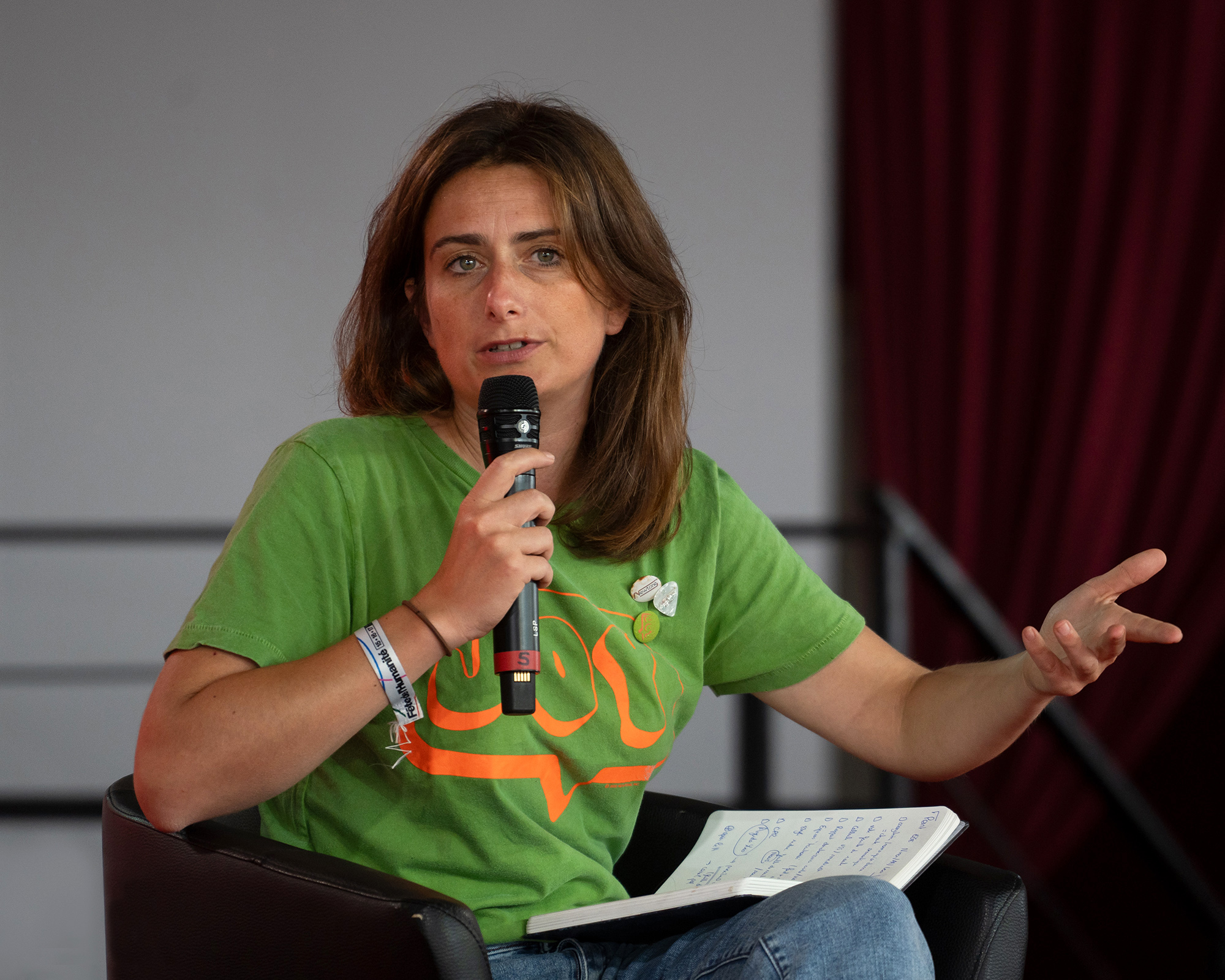
Marine Tondelier.

### Communication

#### Communication officielle
La communication officielle est lancée dès le 17 juin, avec une charte graphique mêlant cinq couleurs et un logo spécifique. Certains candidats non soutenus officiellement utilisent des éléments de communication officielle, ce qui est contesté par le NFP. La situation des cinq candidats dissidents de LFI génère des tensions : ces candidats n'utilisent pas le logo de LFI, mais le logo du NFP. La direction de LFI tente de solliciter la justice, qui se déclare incompétente à statuer, et renvoie vers le conseil d'État,.
Une vidéo de campagne en version ASMR est très partagée sur les réseaux sociaux et suscite de nombreuses réactions.

#### Communication de soutien
En parallèle de la communication officielle, plusieurs artistes, graphistes et illustrateurs s'impliquent spontanément dès le début du NFP. Cette communication politique visuelle devient virale, et se diffuse dans la rue et sur les réseaux sociaux. Ainsi, le collectif Formes des luttes, constitué d’artistes, coalisés au moment de la mobilisation contre le projet de réforme des retraites en 2019, s'implique rapidement. De même, le studio d'impression parisien risographique dirigé pat Vincent Longhi, participe activement à la diffusion des supports en s'appuyant sur la méthode du pochoir. Ainsi, Mathias Ribot et Geoffrey Dorne, deux graphistes coordonnent rapidement les créations au sein du site 24x36.art. Le site reçoit environ 2 000 propositions en quelques jours, et en sélectionne 200.

Exemples d'affiches inspirées par le Nouveau Front populaire,.
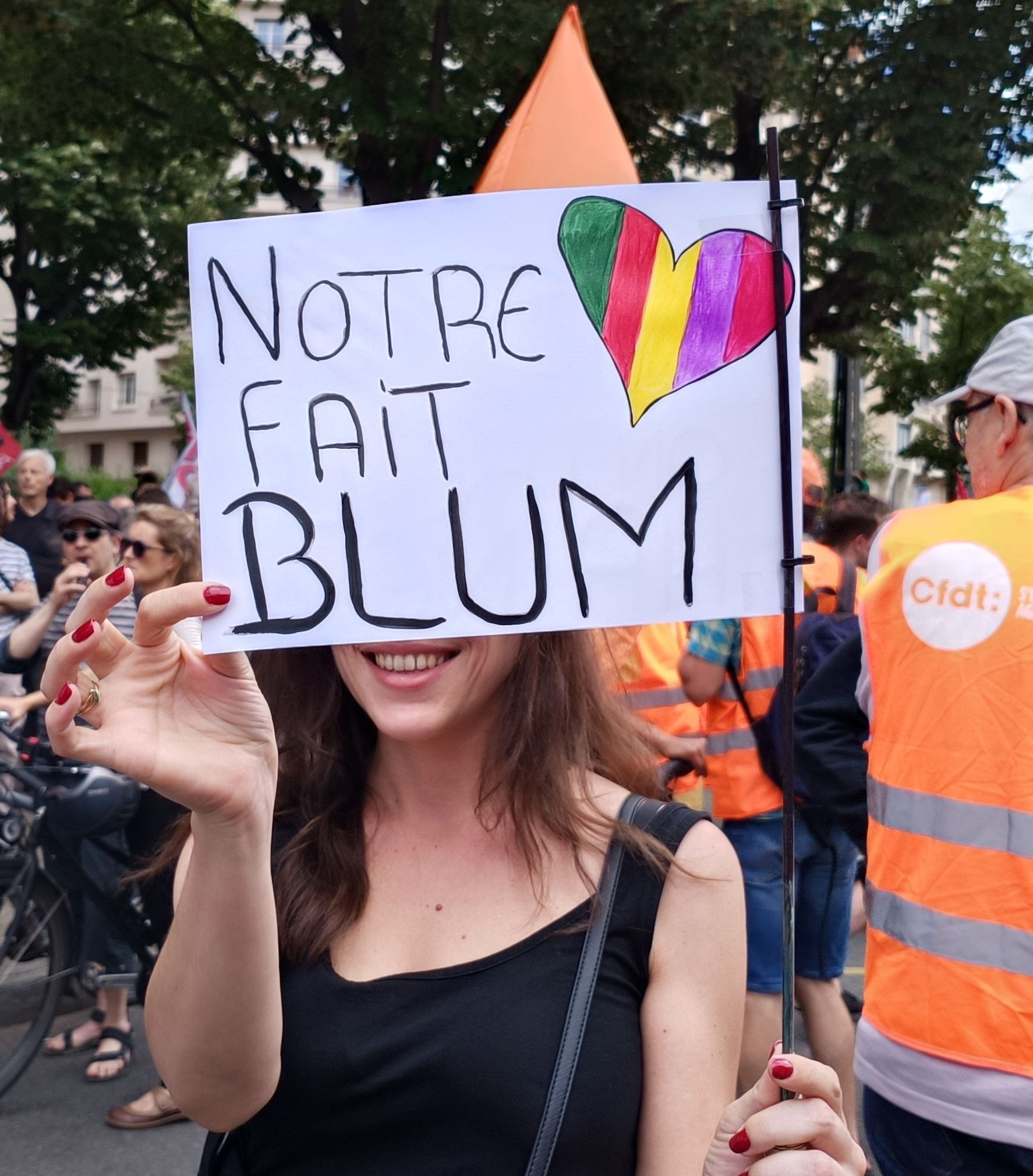
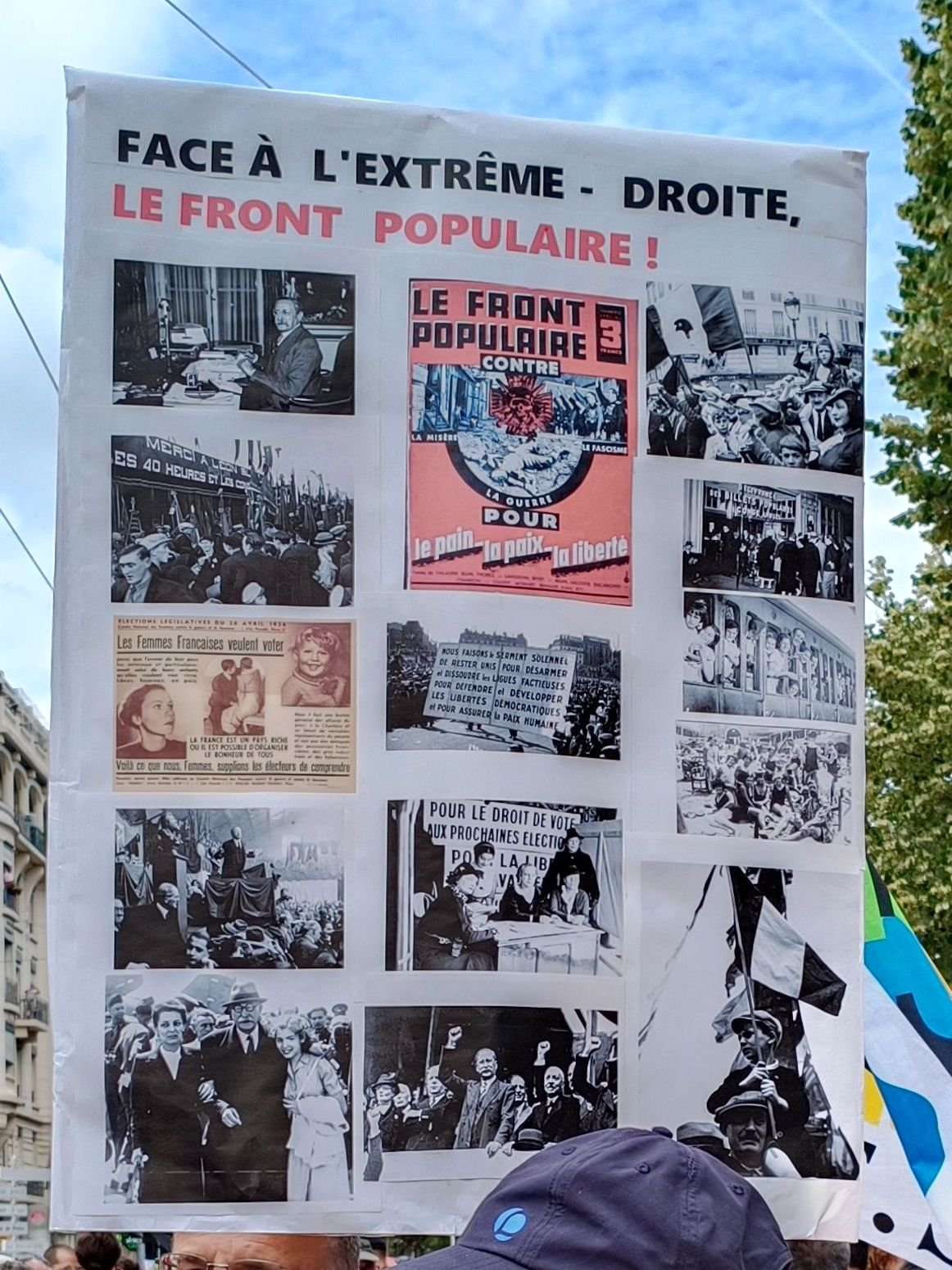
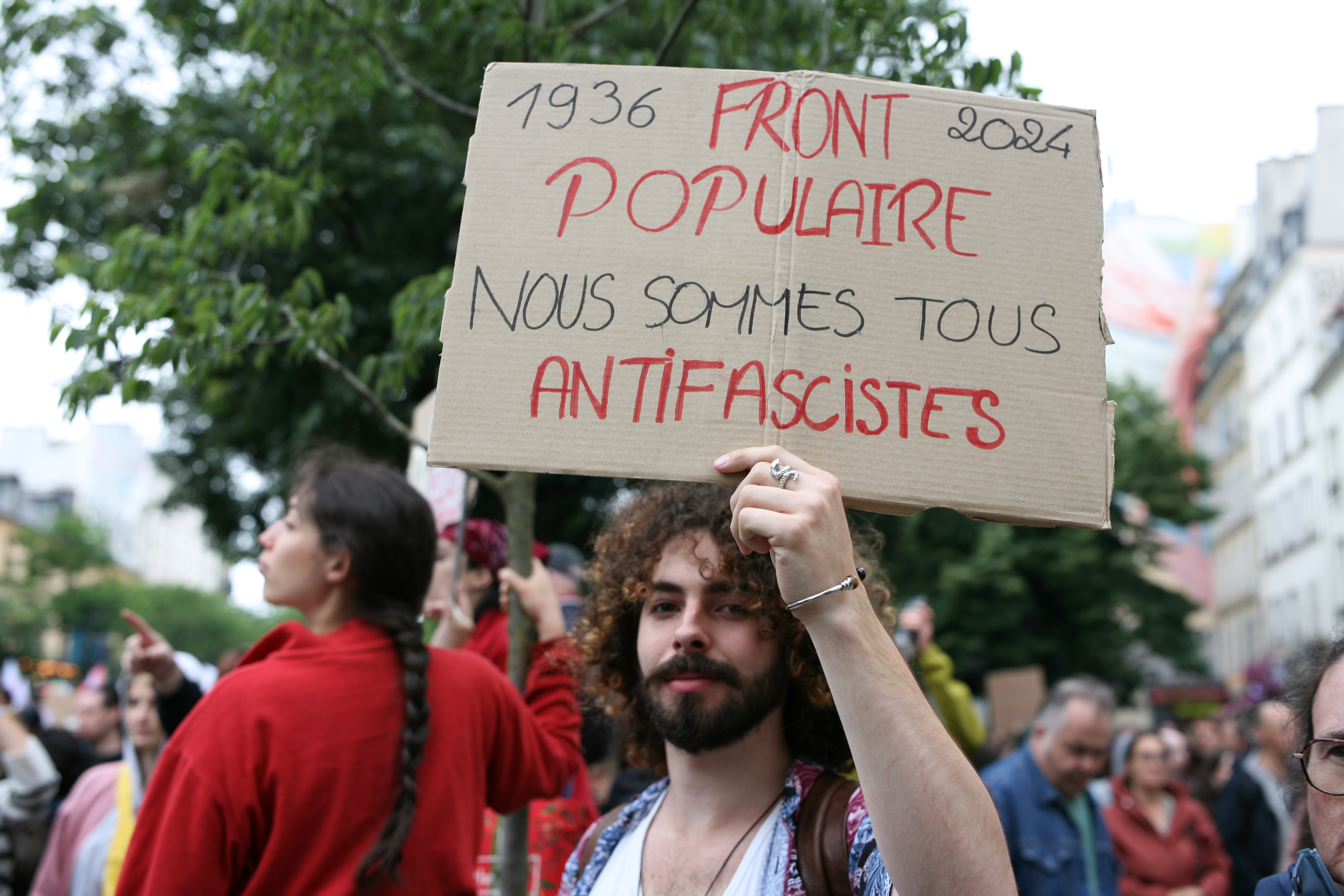
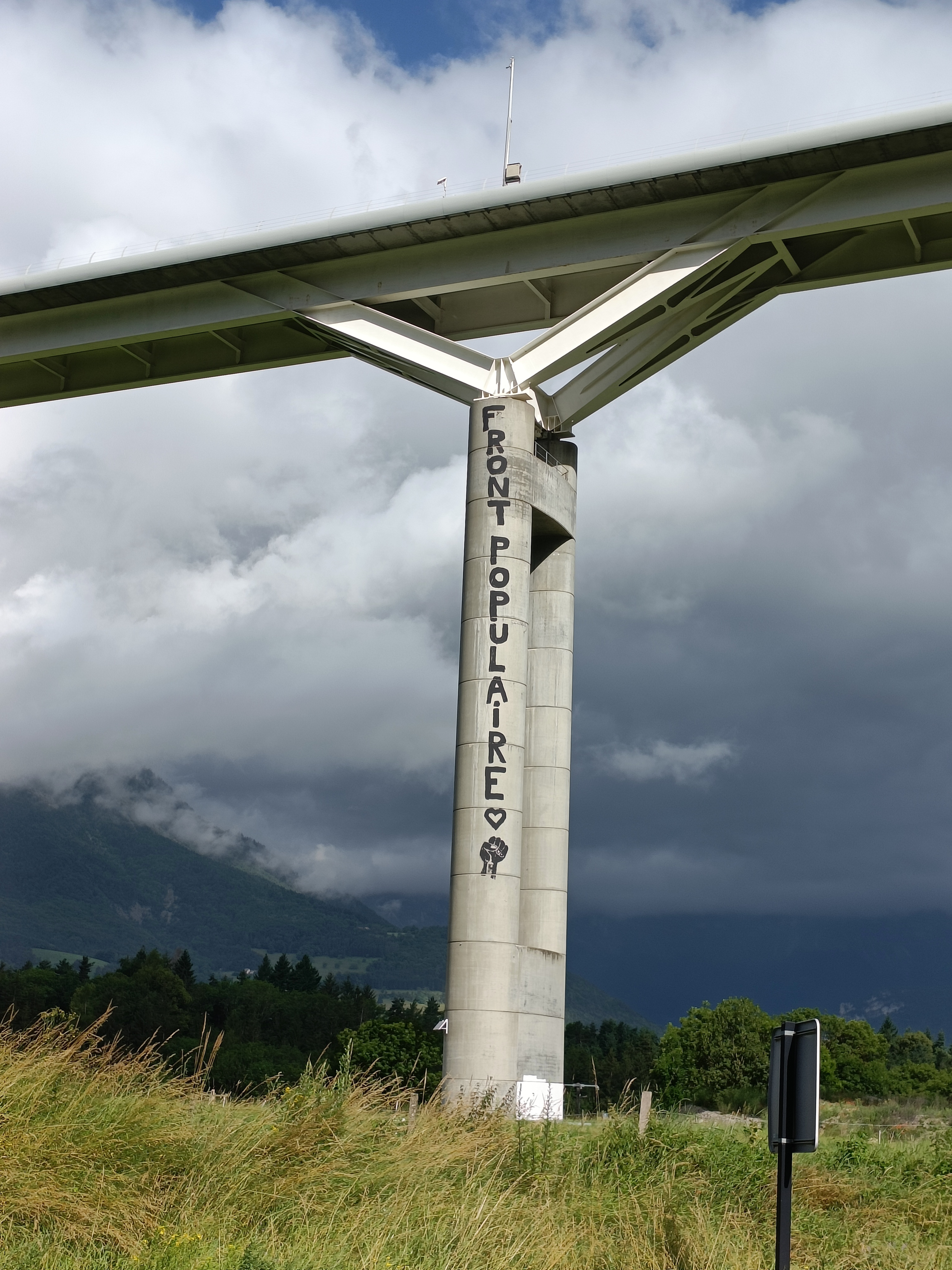

- Exemples d'affiches inspirées par le Nouveau Front populaire<ref>« 24×36 – Les affiches du Front Populaire 2024 », sur 24×36.art, 3 juillet 2024 (consulté le 23 avril 2025)</ref>

### Répartition des candidatures
Le 12 juin, les quatre partis principaux de l'alliance trouvent un accord de principe pour une répartition des candidatures dans les 577 circonscriptions, entre eux et leurs alliés — en prenant en compte à la fois les députés sortants ainsi que les résultats des européennes,.
| Parti ou composante                 | Circonscriptions | Circonscriptions | Circonscriptions | Circonscriptions |
| Parti ou composante                 | Nombre           | +/-              | %                | +/-              |
| ----------------------------------- | ---------------- | ---------------- | ---------------- | ---------------- |
| La France insoumise et alliés       | 229              | 97               | 39,69            | 16,63            |
| Parti socialiste et alliés          | 175              | 105              | 30,33            | 18,2             |
| Les Écologistes et alliés           | 92               | 8                | 15,94            | 1,39             |
| Parti communiste français et alliés | 50               | en stagnation    | 8,67             | en stagnation    |
| Autres membres de l'alliance        | 31               | Nv.              | 5,37             | Nv.              |
| Total                               | 577              | en stagnation    | 100              | en stagnation    |

## Déroulé des deux tours des élections législatives

### Nombre de qualifiés par composante au second tour
Le Nouveau Front populaire obtient neuf millions de voix (27,99 % des suffrages exprimés), deuxième derrière le Rassemblement national et ses alliés issus des Républicains (33,15 %, dix millions de voix). La majorité présidentielle, Ensemble et son allié Horizons, obtient 20,04 %, sept millions de voix.
Trente-deux candidats du NFP sont élus au premier tour, 103 éliminés et 409 qualifiés, dont 99 dans des duels, 303 dans des triangulaires et cinq dans des quadrangulaires.
Les non-LFI obtiennent 246 candidats qualifiés contre 163 pour LFI, soit une proportion de 61 % des 409 qualifiés du NFP hors-outre-mer, inverse de celle de 2022 :
- les candidats socialistes se qualifient dans 78 % des cas (136 qualifiés, près de trois fois plus que les 54 en 2022)[93] ;
- les candidats écologistes se qualifient dans 84 % des cas contre 61 % en 2022, avec 77 qualifiés, quinze de plus que les 62 en 2022 ;
- les candidats LFI se qualifient dans 71 % des cas, soit 163 contre 219 en 2022 ;
- les candidats communistes se qualifient dans 66 % des cas (33 candidats qualifiés contre 34 en 2022).

### Projection en sièges par composante du NFP

#### Projection en sièges au soir du premier tour
Au soir du premier tour, les estimations du cabinet d’études et de conseil Elabe pour BFMTV, celles qui donnent le plus grand nombre de sièges au RN, accordent 11 à 12 sièges aux candidats de gauche dissidents et 120 à 140 au NFP, parmi lesquels une proportion de non-LFI bien plus forte qu'en 2022, allant de 67 à 93 sièges, soit nettement plus que la moitié du total des NFP prévus par Elabde :
- 33 à 43 sièges au Parti socialiste[94] ;
- 28 à 38 sièges aux écologistes[94] ;
- 6 à 12 au Parti communiste[94].

Bernard Sananès, directeur d'Elabe précise le lendemain, en plein débat sur les désistements, qu'il faut aussi désormais tenir comte d'une « différence dans le report des électeurs de Renaissance vers la gauche » encore plus marquée, qui favoriserait particulièrement les non-LFI, ainsi que les désistements, plus fréquents vers les non-LFI.

#### Projection en sièges au dernier jour de la campagne
La dernière projection en sièges de la campagne, publiée par Ipsos le 5 juillet 2024, au dernier jour de la campagne, accorde 145 à 175 députés au NFP. Parmi eux :
- LFI obtiendrait 58 à 68 sièges, soit 38 % à 40 % ;
- Le PS obtiendrait 51 à 61 sièges, soit 31 % à 35 % ;
- Les Ecologistes obtiendraient 29 à 37 sièges, soit 20 % à 21 % ;
- Le PCF obtiendrait 7 à 9 sièges, soit 4 % à 5 % ;

Par ailleurs, les candidats "divers gauche", non-inclus dans le NFP, obtiendraient 14 à 16 sièges, environ 10 % de ceux du total du NFP.

#### Investitures dans les circonscriptions perdues en 2022
Selon Vincent Tiberj, professeur à Sciences Po Bordeaux, la gauche a en 2024 fait « un bon choix d’avoir investi des socialistes dans de nombreuses circonscriptions gagnables mais perdues en 2022 » pour viser un meilleur report de voix au second tour qu’avec l'étiquette LFI de 2022, quand 92 circonscriptions s'étaient jouées à moins de 1 000 votes d’écart et 13 avec moins de 100 voix. Les socialistes ont obtenu « la parité hors sortants » avec LFI, qui domine dans « les plus simples à gagner », car les plus à gauche, avec ses 75 sortants, selon une analyse du quotidien Les Échos. Selon les universitaires, le nombre de circonscription-clés très incertaines a encore augmenté dans l'entre-deux-tours, au nombre de 160 et « même si le RN emportait les trois quarts des circonscriptions-clés, il se situerait alors autour de 250-260 circonscriptions remportées, au-dessous des 289 ».

### Désistements au second tour
Tous les leaders du NFP appellent au retrait de tous leurs candidats arrivés en troisième position,.
Le camp gouvernemental invoque également un désistement républicain pour faire barrage au RN « avec les candidats partageant les valeurs républicaines ». Des questionnements existent, dans la majorité, et chez les observateurs, pour savoir si cette consigne s'applique également aux candidats LFI,.
Le 2 juillet au soir, seuil limite pour déclarer les maintiens ou désistements, 338 candidats NFP se maintiennent au deuxième tour, 131 se désistent.

### Résultats du deuxième tour
Le 7 juillet 2024, le Nouveau Front populaire (NFP) devient la force politique la plus représentée à l'Assemblée avec 182 députés élus, contre 168 pour Ensemble et 143 pour le Rassemblement national (RN, dont Les Républicains - RN),,. De plus, certains élus ayant fait campagne sur le programme du NFP ne sont pas comptés parmi les 182 députés NFP, mais comme « divers gauche ». La Chaîne parlementaire décompte « au moins 193 députés » pour le NFP.
Le 18 juillet 2024 le NFP regroupe 193 députés à l'Assemblée, répartis dans quatre groupes : 72 élus à La France insoumise - Nouveau Front populaire, 66 au sein des Socialistes et apparentés, 38 au groupe Écologiste et social, et 17 à la Gauche démocrate et républicaine.

## Conséquences politiques des élections législatives

### Questionnements sur une coalition gouvernementale
Les tractations entre les quatre principaux partis du Nouveau Front populaire sont intenses, à la fois pour trouver une coalition et pour former les groupes parlementaires, dans le cadre d'une bataille à gauche entre La France insoumise et le Parti socialiste. Raphaël Glucksmann estime de son côté qu'« on ne pourra pas gouverner par des décrets et des 49.3 ». Le 9 juillet, dans un communiqué commun, le NFP exhorte Emmanuel Macron à « se tourner immédiatement vers (lui) pour lui permettre de former un gouvernement ».
Le 10 juillet, Emmanuel Macron, dans une « lettre aux Français » indique qu'il « décidera de la nomination du Premier ministre » lorsque les forces politiques auront « bâti » des « compromis ». Il estime que « seules les forces républicaines représentent une majorité absolue », et demande « à l’ensemble des forces politiques (…) d’engager un dialogue sincère et loyal pour bâtir une majorité solide, nécessairement plurielle, pour le pays » ce qui suppose de leur laisser « un peu de temps »,. Plusieurs représentants du NFP y voient une « forme de déni ».

### Désignation d'un candidat au poste de Premier ministre
Le 8 juillet, les débats s'engagent au sein du Nouveau Front populaire pour proposer un candidat au poste de Premier ministre « dans la semaine ». La candidature de Jean-Luc Mélenchon est de nouveau avancée par des membres de LFI, mais rejetée par les autres partis de la coalition. Les noms de Clémence Guetté, Manuel Bompard, Marine Tondelier et d'Olivier Faure sont de nouveau proposés, sans recueillir le consensus,,.
Le 12 juillet, sur proposition du Parti communiste, la candidature d'Huguette Bello est proposée, suscitant l'adhésion de LFI tandis que le PS continue de privilégier Olivier Faure,,. Manuel Bompard reproche au PS de tout bloquer. Le 14 juillet, face aux réticences du PS et l'indécision des Verts, Huguette Bello se désiste, et les négociations semblent revenir à la case départ,. À la suite de cela LFI suspend sa participation aux discussions sur la formation d’un nouveau gouvernement.
Le 15 juillet, après avoir envisagé la candidature de Martine Aubry, Olivier Faure appelle à élargir les recherches à la société civile. Le soir, le PS, le PCF et les Verts proposent à LFI la candidature de Laurence Tubiana. Celle-ci est refusée au nom de son parti par Manuel Bompard qui qualifie la proposition de « pas sérieuse » et reproche à Laurence Tubiana d'avoir « signé il y a quatre jours une tribune dans laquelle elle appelait à constituer une coalition et un programme commun avec les macronistes ».
Face à l'impasse, plusieurs élus écologistes, communistes et socialistes appellent à un vote majoritaire au sein des députés du NFP. LFI s'y oppose, affirmant que « la méthode du consensus est celle que toutes les organisations du NFP ont validé ensemble ». Le 18 juillet, Olivier Faure propose que les députés NFP votent entre deux propositions : Huguette Bello et Laurence Tubiana. Cette dernière se tient prête à convaincre LFI, mais n'y parvient pas et retire finalement sa candidature. Les négociations reprennent le 22 juillet. Trois nouveaux noms sont avancés : André Chassaigne, Cécile Duflot et Benoît Hamon. Le Parti socialiste propose également les noms de Jérôme Saddier et Lucie Castets. Après plus de deux semaines de négociations infructueuses, l'ambiance se tend entre les partenaires, alors que certains commentateurs estiment que le mur se rapproche,,.
Le 23 juillet, le NFP propose formellement la personne de Lucie Castets, haute fonctionnaire engagée dans la défense des services publics et alors inconnue du grand public, pour le poste de Premier ministre,. Le soir même, le président de la République Emmanuel Macron refuse l’hypothèse Lucie Castets et affirme qu'il ne nommera pas de nouveau gouvernement avant la fin des Jeux Olympiques, « mi-août »,. Jean-Luc Mélenchon dénonce le choix du président, qu'il accuse de « refuser le résultat de l'élection » et de vouloir « imposer de force son nouveau front républicain ». Marine Tondelier déclare : « Il faut qu’Emmanuel Macron sorte du déni. Nous avons gagné, nous avons un programme, nous avons une première ministre ».
Pendant les Jeux Olympiques, le NFP est au défi de faire vivre la candidature de Lucie Castets. Celle-ci, accompagnée par plusieurs responsables de la coalition et notamment Marine Tondelier, commence une campagne de terrain inédite et tente de se forger une notoriété,.

### Désignation d'un candidat pour la présidence de l'Assemblée nationale
Le 11 juillet, la députée écologiste Sandrine Rousseau confirme être candidate à la présidence de l'Assemblée nationale. Elle explique souhaiter que la gauche n'utilise pas de 49.3 une fois au gouvernement. Le 17 juillet, elle dément l'information tout en assurant qu'une candidature unique sera proposée. Dans la journée, les partenaires proposent le député communiste André Chassaigne, considéré comme étant une des personnalités les plus respectées de l'Assemblée nationale, tous bords confondus. Cette candidature du NFP arrive largement en tête au premier tour de scrutin, avec 200 voix, mais ne permet finalement pas d'obtenir la présidence, Yaël Braun-Pivet, de Renaissance (Ensemble pour la République), étant réélue au troisième tour avec 220 voix grâce aux voix des LR (contre 207 voix pour André Chassaigne).

### Autres élections au sein de l'Assemblée
À l'issue des élections des six vice-présidents, des trois questeurs et des douze secrétaires, le NFP obtient finalement la majorité avec au total douze postes sur les vingt-deux du Bureau de l'Assemblée, sa plus haute instance exécutive.
Éric Coquerel, député LFI, est réélu président de la commission des Finances, poste revenant depuis 2007 à un député d'un groupe s'étant déclaré dans l'opposition. Le NFP maintenant sa volonté de former un gouvernement, Éric Coquerel déclare sa volonté de démissionner s'il était amené à sortir de l'opposition.

### Échanges avec les autres groupes parlementaires
Le 12 août, à l'issue de la trêve olympique réclamée par Emmanuel Macron, Lucie Castets fait parvenir aux parlementaires une lettre cosignée par les chefs des groupes parlementaires des différents partis du NFP,. Elle y détaille ses « 5 grandes priorités » issues du programme du NFP : le pouvoir d’achat, la bifurcation écologique, l’éducation, la santé et une « fiscalité plus juste ». Le texte revendique aussi un « changement de pratique » du pouvoir gouvernemental, avec un « regain de place donnée au travail parlementaire » et assure qu’un gouvernement Castets mènerait « dès sa nomination » des « discussions approfondies avec les groupes parlementaires républicains », ce qui exclurait a priori le groupe Rassemblement national. Ces consultations, auxquelles seraient aussi associées syndicats, associations et élus locaux, porteraient à la fois sur « le budget pour 2025 » et « un programme de travail gouvernemental pour les mois à venir ».
Le NFP annonce aussi son intention de reprendre certains dossiers législatifs interrompus par la dissolution, tels que « la fin de vie, la protection de l’enfance, les familles monoparentales, l’instauration d’un nombre minimum de soignants par patient hospitalisé ou les violences sexuelles dans le milieu culturel »,. La lettre, qui remet la pression sur Emmanuel Macron, s'achève sur une main tendue : les parlementaires qui le souhaitent pourront s'adresser aux instances dirigeantes du Nouveau Front populaire pour en savoir plus sur « les propositions formulées dans ce courrier », alors que certains sujets méritent des approfondissements et que les sujets de crispation entre les partis du NFP ne sont pas évoqués.
Le même jour, Laurent Marcangeli, président du groupe Horizons à l’Assemblée nationale, envoie une lettre à l’ensemble des autres chefs de groupe de l'Assemblée, à l’exception de Mathilde Panot (LFI), Éric Ciotti et Marine Le Pen, et lance un appel à « l’organisation d’une rencontre dans les plus brefs délais afin de stabiliser la vie politique de notre pays », citant aussi la réussite des Jeux Olympiques attribuée à « l'ensemble des acteurs qui ont su travailler collectivement au delà de leurs divergences ».
Le 13 août, Gabriel Attal, en tant que président du groupe Ensemble pour la République à l’Assemblée nationale, envoie également une lettre aux autres chefs de groupe à l'exception également de LFI, du RN et de Éric Ciotti, et détaille les contours d’un programme présenté comme un « pacte d'action pour les Français » et constituant la base sur laquelle les députés Ensemble sont « prêts à engager des discussions avec les autres partis », tout en continuant à exclure LFI et le RN, renvoyés dos à dos.

### Relations avec la Présidence de la République
Le 16 août, Emmanuel Macron annonce recevoir à l’Élysée tous les chefs de partis politiques et les présidents de groupes parlementaires le 23 août, pour « une série d'échanges », la nomination d'un Premier ministre devant intervenir « dans le prolongement de ces consultations et de leurs conclusions », alors que différents noms circulent dans les médias. Les responsables du NFP demandent à être reçus de façon groupée, et accompagnés de Lucie Castets, ce que le président accepte « si c’est une demande collective »,.
Le lendemain, Jean-Luc Mélenchon, en tant que co-président de l'institut La Boëtie, et les responsables LFI signent dans le journal La Tribune Dimanche une tribune annonçant qu'invoquant l'article 68 de la Constitution, ils déposeront sur le bureau de l'Assemblée nationale une demande de destitution du président de la République, si celui-ci ne nomme pas Lucie Castets première ministre. Cette procédure devrait passer par de nombreux obstacles et aurait peu de chance d'aboutir,. Olivier Faure écarte l'hypothèse d'un soutien du PS à cette procédure et déclare que « la réponse à une nomination […] qui ne serait pas conforme à la tradition républicaine est la censure ». De leur côté, Les Écologistes et le Parti communiste ne soutiennent pas l'initiative des Insoumis.
Emmanuel Macron reçoit tous les chefs de partis politiques et les présidents de groupes parlementaires les 23 et 26 août 2024 . À l'issue de cet entretien, Lucie Castets se déclare « satisfaite » de son échange avec le président. Le 26 août, dans un communiqué, Emmanuel Macron annonce « ne pas retenir » l'option d'un « gouvernement sur la base du seul programme et des seuls partis proposés par l’alliance regroupant le plus de députés, le Nouveau Front populaire », rejetant de fait la candidature de Lucie Castets au poste de Premier ministre et plus globalement un gouvernement NFP. Lucie Castets et les représentants du NFP font part d'un fort mécontentement, évoquent un « déni de démocratie » et refusent les nouvelles consultations sollicitées par le président Macron,.

## Membres et soutiens
Cette section ne s'appuie pas, ou pas assez, sur des sources secondaires ou tertiaires indépendantes du sujet. Le texte peut contenir des analyses inexactes ou inédites de sources primaires.
Pour l'améliorer, ajoutez-en, ou placez des modèles {{Source secondaire souhaitée}} ou {{Source secondaire nécessaire}} sur les passages mal sourcés. (juin 2024)
Cette liste de membres comprend en premier lieu les signataires de l'accord de principe diffusé le 10 juin par les différents mouvements de gauche.

### Partis membres de la coalition présentant des candidats aux élections législatives
Cette liste contient les signataires de la tribune initiant le Nouveau Front populaire et qui défendent un programme politique commun par un « contrat de législature ».
| Parti | Parti                                                        | Logo                      | Position                         | Dirigeant(s)                                          |
| ----- | ------------------------------------------------------------ | ------------------------- | -------------------------------- | ----------------------------------------------------- |
|       | Les Écologistes (LÉ)                                         |                           | Gauche radicale à centre gauche  | Marine Tondelier                                      |
|       | La France insoumise (LFI)                                    |                           | Gauche radicale,                 | Manuel Bompard                                        |
|       | Parti communiste français (PCF)                              |                           | Gauche radicale                  | Fabien Roussel                                        |
|       | Parti socialiste (PS)                                        |                           | Gauche                           | Olivier Faure                                         |
|       | Génération.s (G·s)                                           |                           | Gauche                           | Ali Rabeh Hella Kribi-Romdhane                        |
|       | Gauche écosocialiste (GES),[source secondaire souhaitée]     |                           | Gauche radicale à extrême gauche | Direction collective                                  |
|       | Gauche républicaine et socialiste (GRS)                      |                           | Gauche                           | Emmanuel Maurel                                       |
|       | Génération écologie (GE)                                     |                           | Gauche                           | Delphine Batho                                        |
|       | Nouveau Parti anticapitaliste – L'Anticapitaliste (NPA-B),   |                           | Extrême gauche                   | Direction collective                                  |
|       | Nouvelle Donne (ND),                                         |                           | Gauche                           | Félix David-Rivière Aline Mouquet                     |
|       | Parti de gauche (PG)                                         |                           | Gauche à gauche radicale         | Jean-Christophe Sellin Isabelle-Hélène Lerner-Sultana |
|       | Parti ouvrier indépendant (POI)                              |                           | Extrême gauche                   | Direction collective                                  |
|       | Place publique (PP)                                          |                           | Gauche à centre gauche           | Raphaël Glucksmann Aurore Lalucq                      |
|       | Pour une écologie populaire et sociale (PEPS),               |                           | Gauche radicale                  | Direction collective                                  |
|       | Révolution écologique pour le vivant (REV)                   |                           | Gauche à gauche radicale         | Aymeric Caron                                         |
|       | L'APRES                                                      |                           | Gauche                           | Direction collective                                  |
|       | Euskal Herria Bai (EHB),                                     |                           | Centre gauche à extrême gauche   |                                                       |
|       | Debout ! (D!)                                                |                           | Gauche radicale                  | Guillaume Ancelet                                     |
|       | Rézistan's Égalité 974 (RÉ974)                               |                           | Gauche                           | Jean-Hugues Ratenon                                   |
|       | Union pour la sécurité de Mayotte (USM)                      |                           | Gauche                           | Kira Bacar Adacolo                                    |
|       | Tavini huiraatira                                            | Logo du Tavini huiraatira | Gauche à centre gauche           | Oscar Temaru                                          |
|       | Pour La Réunion (PLR),                                       |                           | Gauche                           | Huguette Bello                                        |
|       | Le Progrès (LP)                                              |                           | Gauche à centre gauche           | Direction collective                                  |
|       | Mouvement de décolonisation et d'émancipation sociale (MDES) |                           | Extrême gauche                   | Fabien Canavy                                         |
|       | Pou Lagwiyann Dékolé (PLD)                                   |                           | Gauche à gauche radicale         | Davy Rimane                                           |
|       | Péyi-A                                                       |                           | Gauche à centre gauche           | Jean-Philippe Nilor Marcellin Nadeau                  |

### Partis soutenant la coalition
| Parti | Parti                                                                        | Logo | Position                         | Dirigeant(s)                                  |
| ----- | ---------------------------------------------------------------------------- | ---- | -------------------------------- | --------------------------------------------- |
|       | Paris en Commun                                                              |      | Gauche à centre gauche           | Anne Hidalgo                                  |
|       | Mouvement républicain et citoyen (MRC),                                      |      | Gauche                           | Thierry Cotelle                               |
|       | Les Radicaux de Gauche (LRDG)                                                |      | Centre gauche                    | Isabelle Amaglio-Térisse Stéphane Saint-André |
|       | L'Engagement] LE)                                                            |      | Gauche                           | Vincent Guibert                               |
|       | Union démocratique bretonne (UDB),                                           |      | Gauche                           | Tifenn Siret Pierre-Emmanuel Marais           |
|       | Alternative Alsacienne - 's Linke Elsass                                     |      | Gauche à centre gauche           |                                               |
|       | Gauche démocratique et sociale (GDS) (A rejoint L'APRÈS le 1er février 2025) |      | Gauche                           | Gérard Filoche                                |
|       | Allons enfants ! (AE),                                                       |      | Attrape-tout                     | Nina Morel                                    |
|       | Ensemble ! (E!),                                                             |      | Gauche radicale                  | Roland Mérieux                                |
|       | Mouvement des progressistes (MDP)                                            |      | Gauche à centre gauche           | François Béchieau                             |
|       | Parti radical de gauche (PRG)                                                |      | Centre gauche                    | Guillaume Lacroix                             |
|       | Humains et dignes (HD)                                                       |      | Gauche                           | Muriel Ressiguier                             |
|       | Parti pirate (PP)                                                            |      | Libertaire de gauche             | Direction collective                          |
|       | Association Démocratie Écologie Solidarité (ADÉS)                            |      | Gauche                           |                                               |
|       | Parti pour la décroissance (PPLD)                                            |      | Gauche radicale à extrême gauche | Stéphane Madelaine                            |
|       | Ensemble sur nos Territoires (ESNT)                                          |      | Gauche                           | Ronan Dantec                                  |
|       | Parti progressiste démocratique guadeloupéen (PPDG)                          |      | Gauche à centre gauche           | Jacques Bangou                                |
|       | Inseme a Manca (IaM)                                                         |      | Gauche                           |                                               |
|       | Ghjuventù di Manca (GdM)                                                     |      | Gauche                           |                                               |
|       | Walwari                                                                      |      | Gauche                           | Christiane Taubira                            |
|       | A Manca (AM)                                                                 |      | Extrême gauche                   |                                               |
|       | Ecologia Sulidaria (ES)                                                      |      | Gauche                           |                                               |
|       | Egalité S                                                                    |      | Gauche                           | Aucun                                         |
|       | Révolution[source secondaire souhaitée]                                      |      | Extrême gauche                   | Direction collective                          |

### Soutiens de la société civile

#### Chercheurs
Dans une tribune publiée le 25 juin 2024 dans Le Nouvel Obs, plus de deux mille cinq cents scientifiques, dont les climatologues Valérie Masson-Delmotte et Christophe Cassou, et le sociologue Didier Fassin, appellent « à lutter contre le Rassemblement national » et « dénoncent également les discours présentant le Nouveau Front populaire comme une menace pour la République ».[pertinence contestée]
De nombreux économistes soutiennent le NFP. Ainsi, Éloi Laurent, Olivier Redoulès (directeur de Rexecode), Henri Sterdyniak, Eric Berr (coanimateur du département économie de l'Institut La Boétie),, Esther Duflo (prix de la Banque de Suède en sciences économiques en mémoire d'Alfred Nobel), Thomas Piketty, Julia Cagé, Michaël Zemmour, Lucas Chancel, Anne-Laure Delatte (chercheuse au Centre national de la recherche scientifique), Cédric Durand, Elvire Guillaud (de l'université Panthéon-Sorbonne), Élise Huillery, Pierre Khalfa, Camille Landais, Emmanuel Saez, Gabriel Zucman et en tout environ trois cents économistes soutiennent le programme économique du NFP. La fondation Copernic soutient également le NFP. L'institut Rousseau, laboratoire d'idées attaché à la reconstruction écologique et démocratique, estime que le programme du NFP est « pertinent, réaliste et finançable » et précise qu'il permettrait le retour au plein-emploi d'ici à 2029 et la réduction du déficit public de la France de 3 %. De son côté, Esther Duflo précise toutefois ne pas avoir « validé en bloc » le programme.

#### Monde associatif et syndical
La Ligue des droits de l'homme consolide le 12 juin 2024 la mobilisation de la société civile souhaitée par les partis politiques signataires de l'accord tout en prenant le pas à l'appel des forces syndicales du 10 juin,. Ainsi, une cinquantaine d'organisations non gouvernementales initient un appel commun soutenant une mobilisation contre l'extrême droite,. Les signataires au premier rang sont la Cimade, l'Association pour la taxation des transactions financières et pour l'action citoyenne (Attac), la Confédération française démocratique du travail (CFDT), la Confédération générale du travail (CGT), la Fédération des acteurs de la solidarité (FNARS), la Fédération des centres sociaux et socioculturels de France (FCSF) , la Fédération syndicale unitaire (FSU), la Fondation (Abbé-Pierre) pour le logement des défavorisés (FAP), Greenpeace France, le Mouvement contre le racisme et pour l'amitié entre les peuples (MRAP), Oxfam France, SOS Racisme, le Syndicat des avocats de France (SAf), le Syndicat de la magistrature (SM), l'Union nationale des syndicats autonomes (UNSA), et l'Union syndicale Solidaires,. D'autres signataires s'y ajoutent. Les mouvements écologistes Extinction Rebellion, Riposte Alimentaire et la Voie est libre (collectif contre l'A69) appellent également à voter pour le NFP tout comme le Mouvement de défense des exploitants familiaux (Modef). Des associations LGBT, dont Acceptess-T, Act Up-Paris, Gras Politique, Homosexualités et socialisme (HES), les couvents de Paris et du Nord des Sœurs de la Perpétuelle Indulgence et le STRASS, soutiennent également cette alliance.
L'association Une Autre Voix Juive soutient également le NFP. L'Union juive française pour la paix et Tsedek!, deux associations juives contre la colonisation en Palestine et ailleurs dans le monde, soutiennent le Nouveau Front populaire contre l'extrême droite.
Bruno Bougeon, président de l'Association Initiatives Dionysiennes (AID), association altermondialiste à La Réunion issue d'Attac France, soutient également le NFP.
Jean-François Julliard (directeur général de Greenpeace France), Jean Jouzel (médaille d'or du CNRS et prix Vetlesen), Dominique Méda, Dominique Bourg, Noam Leandri, Pierre-Louis Lions, Viviane Baladi et « des ONG, des scientifiques et des économistes (3) engagés pour le climat soutiennent le programme du Nouveau Front populaire ».

#### Monde culturel et professionnel
Plus de trois mille six cents professionnels de la santé, dont Bernard Jomier et Karine Lacombe, appellent à voter pour le Nouveau Front populaire,.
Plus de trois cents personnalités d'Internet, dont Antoine Daniel, Benjamin Brillaud (Nota Bene), Charlie Danger, Gilles Mitteau (Heu?reka), Jean Massiet, Renaud Jesionek (Le Capitaine du Nexus VI), Manon Bril (C'est une autre histoire), Marie Treibert (La boite à curiosités), Marine Périn (Marinette — Femmes et féminisme), Maxime Robinet, Xavier Dang (mistermv), Clothilde Chamussy (Passé sauvage), Ponce, PV Nova, Rivenzi, Valentine Delattre (Science de comptoir), Valentin Levetti (Stupid Economics), Usul, Ultia, le magazine Canard PC et le collectif Afrogameuses (en) appellent à voter pour le Nouveau Front populaire,. Plusieurs centaines d'« actrices et acteurs des littératures de l’imaginaire », dont Gilles Francescano, Laurent Whale, Patrick K. Dewdney, Élodie Serrano, Isabelle Bauthian, Claire Duvivier, Audrey Alwett, Silène Edgar, Sylvie Denis, Ketty Steward, Maxime Fontaine, Charlotte Bousquet, Estelle Faye, Bertrand Puard, Franck Ferric, Ariel Kyrou, Xavier Dollo, Flore Vesco, Denis Colombi, Fanny Étienne-Artur, Gérard Guéro, Fabien Cerutti, Jean-Claude Dunyach, Taous Merakchi, Jean-Philippe Jaworski, Jeanne-A Debats, Luce Basseterre, Christophe Siébert, Thierry Bourcy, Mélanie Fazi, Jean-Laurent Del Socorro, Anne Besson, Stéphanie Nicot, Anne-Catherine Ott, Mélanie Guyard, Natacha Vas-Deyres, Raphaël Granier de Cassagnac, Julia Thévenot, Anne-Fleur Multon, Cindy Van Wilder, Nathalie Le Gendre, Alexis Flamand, Étienne Barillier, Ophélie Bruneau, Vincent Ferré, Lionel Davoust, Floriane Soulas, Thomas Andrew, Sylvie Lainé, Joanne Richoux, Frédéric Weil, Romain d'Huissier, Michèle Astrud, Claire Panier-Alix, Jonathan Fruoco (en), Sophie Jomain, Sybille Marchetto, Aurélie Wellenstein, Jean-Daniel Brèque, Christophe Thill, Alex Nikolavitch, Nicolas Bouchard, Bertrand Campeis, Maxime Gillio, Coralie David, Julien Delval, Nicolas Lambert, Ingrid Chabbert, Afif Khaled, Éric Lysøe, Pierre-Paul Durastanti, Maryvonne Rippert, Dominique Martel, Gilles Goullet, Olivier Gechter, Christophe Nicolas, Olivier Josso Hamel, Olivier Cotte, Sylvie Miller, Jean-Sébastien Guillermou, Anthony Roux, André-François Ruaud, Sabrina Calvo, Mathieu Gaborit et Samuel Perche, Hervé Le Corre et plus de mille trois cents auteurs de bandes dessinées, dont Florence Cestac, Étienne Davodeau, Marion Montaigne, Léa Castor et Vincent Vanoli appellent également au vote pour le NFP.
Le groupe Shaka Ponk appelle aussi « de facto » à voter NFP lors d'un concert.
Des ingénieurs « rejoignent le front populaire » dans L'Humanité pour faire barrage à l'extrême droite, tout en nuançant leur soutien à son programme.
Le 20 juin 2024, le banquier d'affaires Matthieu Pigasse « appelle en effet à voter Nouveau Front populaire », considérant « qu'il faut tout faire pour faire barrage au Rassemblement national ».
Le 27 juin 2024, l'historien Patrick Boucheron appelle à voter pour cette alliance.
Le chanteur réunionnais Danyèl Waro et le poète martiniquais Patrick Chamoiseau appellent également à voter pour cette alliance,, ainsi que des slameurs, tous dans L'Humanité.
Le cinéaste Robert Guédiguian et le réalisateur Gérard Mordillat appellent aussi au vote pour cette coalition dans le même journal,.

## Programme politique commun
Le programme politique commun du Nouveau Front populaire est réalisé en seulement quatre jours, dans un contexte de temps contraint.
L'accord de campagne prévoit un programme politique commun avec un « contrat de législature » adopté par les différents partis politiques et mouvements composant l'alliance ainsi qu'un projet de gouvernement fondé sur 150 mesures sur les « 100 premiers jours de mandat » dans le cas d'une obtention d'une majorité à l'Assemblée nationale par le Nouveau Front populaire.
Le 14 juin, le NFP présente son programme politique lors d'une conférence de presse à la maison de la Chimie,.
Plusieurs adversaires de la coalition qualifient celle-ci et son programme d'extrême gauche, en ciblant notamment l'influence supposée de LFI,. Pourtant, la plupart des analystes politiques et économiques soulignent bien qu'il s'agit d'un programme de gauche,,.

### International
Le programme concernant l'international fait l'objet de forts compromis des diverses sensibilités,, en particulier sur le conflit israélo-palestinien,, notamment en qualifiant les attaques du 7 octobre d'actes de terrorisme, ce que les représentants de LFI n'avaient pas toujours fait, crispant la classe politique, y compris à gauche, et aussi sur le conflit russo-ukrainien.

#### Conflit russo-ukrainien
- Soutien à la souveraineté et la liberté de l'Ukraine dans son conflit contre la Russie
- Soutien actif à la lutte contre l'agresseur russe, dont livraison d'armes
- Pas d'intervention militaire de troupes françaises au sol (selon Manuel Bompard, mais n'est finalement pas spécifié dans le texte)[260]
- Annulation de la dette extérieure ukrainienne

#### Conflit israélo-palestinien
- Reconnaissance d'un État palestinien et demande de cessez-le-feu
- Rupture avec le gouvernement suprémaciste d'extrême droite de Netanyahou
- Action pour la libération des otages détenus depuis les massacres terroristes du Hamas, dont est rejeté le projet théocratique
- Libération des prisonniers politiques palestiniens
- Embargo sur les armes vendues à Israël[261]

#### Diplomatie
- Orientation des relations internationales françaises en faveur de la « protection des biens communs planétaires », de l'environnement, de l'égalité des sexes, de la paix, de la santé, de la démilitarisation et de la dépollution de l'espace
- Respect de l'engagement de la France d'attribuer 0,7 % de son RNB (Revenu national brut) à l'aide publique au développement

### Économie, social et fiscalité

#### Retraites et droit du travail
- Abrogation de la réforme des retraites et retour à la retraite à 60 ans
- Rétablissement des critères de pénibilité au travail et étude des 32 heures en lien
- Prise en compte du revenu de solidarité active (RSA) pour la validation de trimestres cotisés
- Plan "zéro mort au travail", action pour la santé professionnelle, contre les accidents et maladies en rapport, reconnaissance du burn-out (syndrome d'épuisement professionnel) dans ce cadre

#### Fiscalité
- Rétablissement de l'impôt de solidarité sur la fortune (ISF), incorporation d'une composante climatique[262]
- Renforcement de la progressivité de l'impôt sur le revenu avec un total nouveau de quatorze tranches d'imposition[263]
- Taxation des superprofits
- Rétablissement de l'imposition des plus-values latentes lors du transfert par les contribuables de leur domicile fiscal hors de France (ou « exit tax »)
- Réforme de l'impôt sur l'héritage
- Instauration d'un héritage maximum
- Accroissement couplé à plus de progressivité de la contribution sociale généralisée (CSG)
- Suppression de l'impôt à taux unique (ou « flat tax »)[264]

#### Pouvoir d'achat
- Rehaussement du salaire minimum interprofessionnel de croissance (SMIC)
- Indexation des salaires sur l'inflation et de l'allocation aux adultes handicapés (AAH) au niveau du SMIC
- Revalorisation du point d'indice des fonctionnaires
- Revalorisation du minimum vieillesse sur le seuil de pauvreté
- Blocage des prix sur des produits de première nécessité (alimentation et énergies)

#### Union européenne
- Fin des traités de libre-échange
- Réforme de la politique agricole commune (PAC) et refus des règles d'austérité budgétaire
- Tentative de taxation des plus riches au niveau européen pour consolider le budget de l'Union européenne
- Généralisation de la taxation des superprofits (en) au niveau européen[255]
- Instauration d'une règle verte européenne et d'un protectionnisme social et écologique aux frontières européennes
- L'on note une relative mise de côté des divisions parfois fortes qui séparent les partis de gauche sur le projet européen, et des volontés les plus radicales de chacun là-dessus, avec un programme socio-économique plus clair, qui globalement admet tout à fait l'outil européen en en changeant notablement l'utilisation (moins libérale économiquement, plus liée à des normes sociales ou environnementales)

### Environnement et santé

#### Climat et biodiversité
- Loi énergie et climat
- Plan climat visant la neutralité carbone en 2050
- Mise en place d'un moratoire sur les grands projets d’infrastructures autoroutières
- Rétablissement des postes supprimés dans le service public à l’Office national des forêts, l’Office français de la biodiversité, Météo-France et au Centre d'études et d'expertise sur les risques, l'environnement, la mobilité et l'aménagement (Cerema)
- Protection d'une forêt diversifiée, réflexion sociale et écologique de transition pour la filière sylvicole
- Défense des zones agricoles, naturelles et humides et de leur biodiversité, doublement et renforcement de la préservation des aires marines protégées

#### Isolation des logements et bâtiments
- Assurance de l'isolation complète des logements en renforçant les aides pour les ménages, dont la prise en charge complète pour les plus modestes
- Accélération de la rénovation des bâtiments publics

#### Énergies
- Retour sur la fusion entre l'Autorité de sûreté nucléaire (ASN) et l'Institut de radioprotection et de sûreté nucléaire (IRSN)
- Politique exemplaire au niveau européen pour le développement des énergies marines, soit de l’éolien en mer et des énergies hydroliennes
- Refus de la privatisation des barrages hydroélectriques

Absente du programme du Nouveau Front populaire, la question du nucléaire (sur sa présence, sa place ou son absence dans le mix énergétique, et outre la question des agences de surveillance) demeure « une pomme de discorde pour l’alliance des gauches ».

#### Gestion des eaux
- Mise en place d'un moratoire sur les mégabassines
- Mise en place de règles sur le partage de l’eau sur l’ensemble des activités
- Transfert de l'ensemble de la gestion publique de l'eau en régies locales, pour la gratuité des premiers mètres-cubes (ceux jugés essentiels) et la tarification progressive (des suivants)
- Atteinte d'un très bon état écologique et chimique de tous les cours d’eau et nappes phréatiques
- Mise à contribution des industriels à la dépollution des nappes et des sols
- Travail pour mailler le territoire de fontaines à eau, de douches et de sanitaires publics et gratuits

### Santé et services publics
- Organisation d'une conférence de sauvetage de l'hôpital public et lutte face à la saturation l'été, revalorisation proposée des rétributions du travail des personnels la nuit et le week-end
- Grande loi sur la santé portant création d'un pôle public du médicament, obligations d'installation de médecins dans les déserts médicaux et rétablissement des permanences de soins libéraux dans les centres de santé, conditionnement de l'installation des cliniques privées à la participation à celles-ci et à la garantie d'un reste à charge zéro, engagement d'un plan pluriannuel de recrutement dans la santé et le médico-social avec revalorisation matérielle et morale, la même loi protégeant la santé humaine et environnementale avec interdiction des polluants éternels (PFAS) dans tous les produits et notamment les ustensiles de cuisine

### Bien-être animal
- Sortie totale de l'élevage intensif, en fermes-usines, amélioration du bien-être animal, interdiction de l'élevage en cages, à l'horizon de la fin de mandature

### Éducation, jeunesse et services publics

#### Éducation (grande loi)
- Annulation de la réforme globale du système éducatif (« Choc des savoirs ») initiée par le gouvernement Gabriel Attal
- Préservation de l'autonomie pédagogique du corps enseignant, revalorisation des rémunérations, réduction des effectifs par classe et renforcement de la médecine scolaire
- Rétablissement des dotations des établissements scolaires au regard du respect d'objectifs de mixité sociale
- Création d'un nouveau service public pour suivre les élèves en situation de handicap par la titularisation des accompagnants des élèves en situation de handicap
- Initiation de la gratuité complète au sein de l'école (cantine scolaire, fournitures, transports, activités périscolaires)
- Suppression de Parcoursup et de la sélection dans l’université publique
- Mise en place de repas à un euro dans les centres régionaux des œuvres universitaires et scolaires (Crous)

#### Jeunesse
- Arrêt du service national universel pour soutenir à nouveau les associations de jeunesse et d'éducation populaire
- Création d'un dispositif de billet unique ouvert aux jeunes et permettant d'accéder à l'ensemble des transports en commun ainsi qu'aux vélos et aux voitures en libre-service du territoire

### Agriculture, Europe et environnement
- Réforme de la politique agricole commune (PAC, Europe)
- Instauration d'un prix plancher et rémunérateur aux agriculteurs, lutte contre la concurrence déloyale
- Taxation des superprofits des agro-industriels et de la grande distribution
- Annulation du traité de libre-échange entre l'Union européenne et le Canada (CETA) et refus de l'accord européen avec le Mercosur
- Interdiction de l'importation de toute production agricole ne respectant pas les normes sociales et environnementales

### Outre-mer
- Renforcement du bouclier qualité-prix
- Réglementation des tarifs de desserte aérienne
- Mise en place d’un taux maximal de sucre dans les aliments transformés
- Organisation de la distribution de bouteilles d’eau et plafonnement du prix de l'eau partout où le service d'eau potable est défaillant
- Création d’un fonds d’indemnisation de prévention contre les pollutions pour indemniser et assurer la prise en charge médicale des victimes de la chlordécone et des sargasses
- Investissement dans la dépollution et la décontamination des sols et des eaux
- Abandon en Nouvelle-Calédonie du dégel immédiat du corps électoral, travail pour la paix et l'apaisement dans ce territoire

### Logement
- Construction de 200 000 logements sociaux par an pendant cinq ans
- Garantie du droit au logement effectif avec l’encadrement des loyers de manière obligatoire dans les zones tendues
- Garantie universelle des loyers
- Revalorisation des aides au logement (APL)
- Retour sur les coupes budgétaires de Macron (« Choc de l’offre ») des organismes HLM

### Culture
- Création d'un service public des arts et de la culture et des médias « au service de l'émancipation »[266]
- Garantie de la pérennité de l'audiovisuel public
- Limitation de la concentration dans les industries culturelles et les médias, défense de l'indépendance des rédactions
- Défense et amélioration du régime des intermittents
- Politique de gratuité dans tous les musées nationaux, de prix plus abordables dans les institutions publiques et contrôlés dans les lieux privés

### Sports
- Instauration de quatre heures d’éducation physique et sportive (EPS) tout au long de la scolarité
- Augmentation du montant du Pass'Sport (d)  à 150 euros et extension de son utilisation au sport scolaire
- Développement des maisons sport-santé
- Généralisation du remboursement du sport sur ordonnance (en)

### Libertés, sécurité, police et justice

#### Lutte contre le racisme, l'antisémitisme et l'islamophobie
Ces questions ont été l'objet de fortes négociations, dans un contexte où LFI a parfois été accusée de postures ambiguës sur l'antisémitisme à cause de certaines prises de position sur le conflit israélo-palestinien,. Le 23 juin, le Nouveau Front populaire dénonce dans une tribune signée par les 4 principaux partis une « campagne de diffamation » sur la lutte contre l'antisémitisme, orchestrée selon lui par « une macronie en déroute ».
- Don à la justice des moyens de poursuivre et de sanctionner les auteurs de propos ou actes racistes, islamophobes et antisémites
- Instauration d'un commissariat à l'égalité doté d'un observatoire des discriminations et de pôles spécialisés au sein des services publics et des cours d'appel
- Mise en place de plans interministériels pour analyser, prévenir et lutter contre l'antisémitisme et l'islamophobie

#### Sécurité et forces de l'ordre
- Rétablissement de la police de proximité, maintien de l'ensemble des gendarmeries, retour sur la réforme de la police judiciaire de 2023, augmentation des effectifs
- Interdiction de l’usage des lanceurs de balles de défense (LBD) et des grenades mutilantes
- Démantèlement des brigades de répression de l’action violente motocycliste (BRAV-M)
- Mise en place d’un nouveau code de déontologie
- Remplacement de l’Inspection générale de la police nationale (IGPN) et l’Inspection générale de la gendarmerie nationale (IGGN) par un nouvel organisme indépendant rattaché au Défenseur des droits
- Mise en place des récépissés pour les contrôles d’identité
- Révision de la doctrine et de la législation sur l’ouverture du feu, pour que cessent les morts liés au refus d'obtempérer
- Révision et allongement de la formation des forces de l'ordre
- Lutte contre la surpopulation carcérale et pour la dignité, don à l'institution pénitentiaire et judiciaire du budget nécessaire à ses missions

#### Libertés publiques
- Organisation d'états généraux des libertés publiques
- Interdiction de la reconnaissance faciale et évaluation des dispositifs de vidéosurveillance avec le Défenseur des droits
- Abrogation des dispositions jugées liberticides de divers textes portés par la précédente majorité (Sécurité globale, séparatisme), des lois qui instaurent un type d'état d'urgence permanent
- Abrogation notamment du contrat d'engagement républicain des associations
- Restauration et extension de libertés associatives et syndicales effectivement garanties
- Protection renforcée des personnes avec le statut de lanceurs d'alerte

### Institutions
- Abrogation du troisième alinéa de l'article 49 de la Constitution (dit « 49-3 »)
- Instauration de la proportionnelle intégrale aux élections législatives
- Convocation d'une assemblée constituante afin d'instaurer une VIe République
- Revitalisation du rôle du Parlement
- Promotion d'une part de démocratie locale et directe pour la décentralisation dans l'unité de la République

### Immigration
- Abrogation des lois asile et immigration de 2024
- Régularisation des travailleurs, étudiants, parents d’enfants scolarisés, en situation irrégulière
- Institution de la carte de séjour de dix ans comme titre de séjour de référence
- Création d’un statut de « déplacé climatique »[269]
- Création d’une voie légale et sécurisée d’immigration
- Mise en place d'une agence de sauvetage en mer et sur terre
- Garantie de l'accès à l'aide médicale d'État (AME, contre les lois abrogées)

### Droits des femmes et des personnes LGBTQI+, lutte contre les violences
- Adoption d'une loi intégrale contre les violences sexistes et sexuelles et d'un budget dédié renforcé
- Instauration de l'égalité salariale effective entre femmes et hommes, d'un droit au congé menstruel
- Remboursement et contrôle sanitaire et économique renforcé des protections menstruelles
- Libéralisation et égalisation plus complètes de la filiation et de l'AMP (dont ouverture légale de la grossesse résultant de celle-ci aux personnes transmasculines)
- Allègement des procédures de transition de genre à l'état civil (possibilité de les faire sur simple déclaration)
- Lutte contre les violences et la transphobie

## Financement du programme
Le financement du programme du Nouveau Front populaire doit s'effectuer avec un projet de loi de finances rectificatif dès le 4 août 2024. Il est prévu d'annuler des réformes fiscales mises en place par le gouvernement actuel mais sans donner un chiffrage précis. Pour Olivier Faure, premier secrétaire du Parti socialiste : « Nous ferons en sorte de financer ce projet très ambitieux en le prenant dans la poche de ceux qui en ont les moyens ». Éric Coquerel, député LFI sortant et ancien président de la commission des Finances de l'Assemblée nationale, déclare que « ce sont des mesures d'urgence, qu'il est assez facile de mettre en place et qui peuvent rapporter plusieurs dizaines de milliards d'euros »,.
Une réforme de la taxation de l'héritage est prévue qui était estimée à 17 milliards d'euros par la Nouvelle Union populaire écologique et sociale (Nupes) en 2022. Le rétablissement de l'impôt de solidarité sur la fortune(ISF) (ISF), avec l'ajout d'un volet climatique, devrait rapporter 15 milliards d'euros par an. Une modification du barème de l'impôt sur le revenu avec l'instauration de quatorze tranches, contre cinq actuellement, soit 5 milliards d'euros supplémentaires selon le chiffrage de la Nupes de 2022. Il est également envisagé de modifier la contribution sociale généralisée (CSG). Il sera étudié la suppression des « niches fiscales inefficaces, injustes et polluantes », sans autre précision. L'imposition des plus-values latentes lors du transfert par les contribuables de leur domicile fiscal hors de France doit être rétablie. Une augmentation de 0,25 point par an, sur cinq ans, de la cotisation patronale vieillesse doit conforter le financement du régime général des retraites,,.
Le 18 juin, Manon Aubry précise le nouveau barème d'imposition qui serait mis en place, basé notamment sur le passage de cinq à quatorze tranches d'imposition sur le revenu : « ceux qui gagnent moins de 4 000 euros par mois, c’est-à-dire 92 % des Français, paieront moins d’impôt ».
Le 21 juin, en conférence de presse, les représentants du NFP présentent le chiffrage de leur programme. Une loi de finances rectificative sera établie, portant sur 25 milliards d’euros pour les mesures d’urgence en 2024. Puis interviendront deux trains de mesures « structurelles » dont 100 milliards en 2025, pour un budget total de 150 milliards d’euros fin 2027, entièrement financés par de nouvelles recettes,. Les recettes fiscales, liées notamment à l'ISF et sur les superprofits sont prévues pour compenser ces dépenses de manière équivalente. Le même jour, la Fondation pour la recherche sur les administrations et les politiques publiques, lobby proche du MEDEF, publie un chiffrage des programmes économiques des principales forces politiques et calcule les dépenses supplémentaires du programme du Nouveau Front populaire à 233,3 milliards d'euros. Le think tank estime que les recettes augmenteraient en contrepartie de seulement 55,0 milliards d'euros, ce qui conduirait à une hausse du déficit public de 178,4 milliards d'euros,.

## Réactions

### Monde politique français

#### À gauche
Aurore Lalucq, coprésidente de Place publique, soutient l'ouverture à des discussions sur le Nouveau Front populaire dès le 11 juin. Raphaël Glucksmann, coprésident du parti et tête de liste pour les élections européennes, refuse quant à lui dans un premier temps tout accord répondant aux conditions de La France insoumise (LFI), avant de se joindre à l'union le 14 juin. Il aurait ainsi obtenu un soutien à l'Ukraine envahie par la Russie, l'assurance d'une politique europhile et de la caractérisation de l'attaque du Hamas contre Israël de 2023 comme acte terroriste, tout en préservant une certaine distance vis-à-vis de Jean-Luc Mélenchon et de LFI,.
Le 12 juin, Pierre Joxe, ancien ministre, publie une déclaration sur son blog soutenant « les partis de gauche d'aujourd’hui, appuyés à nouveau par de nombreuses organisations démocratiques et syndicales grandes ou petites, [qui] ont su retrouver le chemin de l'union indispensable ».
Le 13 juin, François Hollande, ancien président de la République, déclare au JT de 20h de TF1 soutenir la nouvelle union des gauches, même s'il nuance son soutien en s'opposant à l'éventualité à ce que Jean-Luc Mélenchon devienne Premier ministre en cas de cohabitation. Ce ralliement surprend en raison des hostilités de l'ancien président contre La France insoumise, il justifie son soutien par la volonté d'éviter une victoire de l'extrême droite,. Le 15 juin, il se présente lui-même comme candidat du Nouveau Front populaire dans la première circonscription de la Corrèze,. Si dans un premier temps il ne reçoit pas l’investiture du NFP au niveau national (n'ayant été proposé que par la fédération locale du PS), celle-ci est validée officiellement plus tard dans la journée. Hollande déclare au sujet de sa candidature « C’est une décision inédite pour un ancien président de la République. Je l’ai prise parce que j’ai estimé que la situation était grave. Jamais l’extrême droite n’a été aussi proche du pouvoir depuis la Libération. Comment rester indifférent ? ».
L’ancien Premier ministre de la Gauche plurielle Lionel Jospin soutient l’alliance le 16 juin en déclarant « Le Nouveau Front populaire est une des digues contre lesquelles peut se briser la vague. ». Le 18 juin, l'ancien Premier ministre Jean-Marc Ayrault apporte également son soutien, avec un argumentaire identique.

#### Anciennes figures de gauche
Le 11 juin 2024, les anciens Premiers ministres Manuel Valls et Bernard Cazeneuve, déjà opposants à la NUPES en 2022, fustigent l'accord, le premier le qualifiant de « faute politique et morale » et le second de trahison « de l’héritage de Blum »,,,. L'arrière-petit-fils de Léon Blum, Antoine Malamoud, y voit là « une parole bien imprudente de Bernard Cazeneuve » et dénonce un accaparement de la figure de son arrière-grand-père, qui fait fi de la réalité historique. Interrogé sur BFM TV le 14 juin, il déclare : « L'attelage du Front populaire de 1936 était hybride. Je veux dire, les positions de l'extrême gauche du Parti socialiste de Marceau Pivert […] et du Parti radical et radical de gauche étaient aussi opposées, voire plus, que ne le sont aujourd'hui les positions de Raphaël Glucksmann et de La France insoumise ». L'ancien ministre de l'Europe et des Affaires étrangères Jean-Yves Le Drian (ex-PS) déclare que « Le nouveau Front populaire, c’est la Nupes 2 ».

#### Gouvernement
Le 11 juin 2024, le Premier ministre Gabriel Attal, lors d'une réunion avec les députés du groupe présidentiel, dénonce l'alliance des partis de gauche avec La France insoumise, visant particulièrement le Parti socialiste. Le 18 juin, le président Emmanuel Macron critique le programme du Nouveau Front populaire. Il déclare notamment « Ce n’est pas un programme social-démocrate (…) c’est un programme totalement immigrationniste ». Le lendemain, Manon Aubry lui répond sur CNews, en précisant que le programme du NFP est « un projet humaniste » qui « repose sur deux piliers » : « agir sur les causes des migrations » et assurer « un accueil digne ».

#### Extrême droite
Réagissant à la constitution du Nouveau Front populaire, le porte-parole du Rassemblement national, Julien Odoul, déclare le 10 juin 2024 sur BFM TV : « J'ai une petite pensée quand même pour le grand Léon Blum qui doit se retourner dans sa tombe. » Son interlocuteur, Benjamin Duhamel, note l'ironie de la situation en affirmant ne pas être « sûr […] que le grand Léon Blum […] serait heureux d'être cité par un député Rassemblement national […] un parti qui a été en partie fondé par des membres de la SS ».

#### Autres hommes politiques
En cas de duel entre le Rassemblement national (RN) et le Nouveau Front populaire (NFP), l'ancien premier ministre Dominique de Villepin « considère que la priorité doit être donnée à la lutte contre le RN, et que le RN constitue aujourd'hui la véritable menace pour notre pays ». Daniel Cohn-Bendit soutient le NFP mais votera « à titre personnel » Clément Beaune dans la 7e circonscription de Paris.

### Syndicats français

#### Appel à voter NFP
Le 18 juin, la CGT appelle à voter pour le Nouveau Front populaire. C'est la première fois que ce syndicat, attaché à sa neutralité vis-à-vis de la sphère politique, depuis l'adoption de la charte d'Amiens, se positionne ouvertement en faveur d'un mouvement politique. Le syndicat a déjà, par le passé, appelé à voter contre, notamment contre l'extrême droite, mais jamais pour un candidat, un parti ou une coalition,,. Sa secrétaire générale Sophie Binet, appelle également a voter pour cette alliance et Céline Verzeletti, membre de ce syndicat est investie par le NFP dans la quinzième circonscription de Paris.
Le 20 juin, des syndicats de la Fédération syndicale unitaire, notamment son secrétaire général Benoît Teste et sa branche enseignante le SNUIPP et sa branche dans l'enseignement secondaire SNES-FSU, ainsi que des syndicats de l'Union syndicale Solidaires, comme SUD éducation, appellent également à voter pour le NFP,,.
L'Union étudiante et l'Union nationale des étudiants de France appelent également à voter pour le NFP.

#### Barrage à l'extrême droite
Plusieurs autres syndicats ne donnent dans un premier temps pas de consigne claire de vote, appelant soit à voter contre l'extrême droite, sans davantage de précision, comme la CFDT,.

#### Aucune consigne
Enfin, quelques syndicats refusent de se prononcer, à l'instar de FO,.

### Personnalités
L'avocat et historien Serge Klarsfeld a déclaré qu'il voterait RN plutôt que NFP (« une extrême gauche qui est sous l’emprise de La France insoumise avec des relents antisémites et un violent antisionisme ») au second tour, en cas de face à face, propos qui divisent la communauté juive,. Pour sa part, la journaliste Anne Sinclair déclare sur BFM TV qu'elle votera « à gauche », mais s'abstiendra au second tour plutôt que de voter pour un candidat LFI. Le philosophe Edgar Morin déclare : « J’ai une sympathie critique pour le Nouveau Front populaire ».

### Réactions internationales
Les presses européennes, qui ont souligné quelques jours auparavant les résultats records de l'extrême droite aux élections européennes, font le constat que la dissolution a agi comme un facteur d'unification des différents mouvements de gauche et écologistes, entrainant une dynamique importante et soulignent l'usage d'une référence historique,, suscitant l'espoir pour une partie de la presse classée à gauche.

### Suites

Répartition des partis politiques à l'Assemblée nationale au 18 juillet 2024

### La gauche face à l’échéance présidentielle

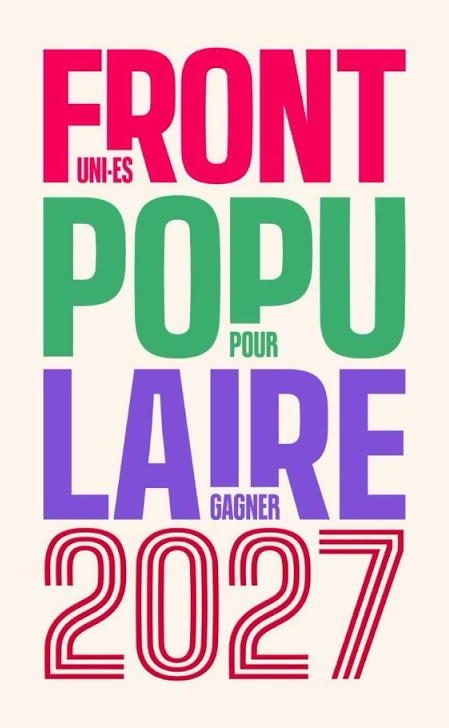
Logo de lancement du Front populaire 2027